# Vlatko Ilievski
Vlatko Ilievski (em macedônio/macedónio:  Влатко Илиевски;  Macedonia, 2 de julho de 1985 – Skopje, 6 de julho de 2018) foi um pop rock, cantor e ator macedônio. 

## Biografia
Vlatko Ilievski nasceu em Skopje. Na idade de 12 anos, ele começou a tocar guitarra e a cantar em bandas locais em Skopje. Em 2000, participou do macedónio Rock-Fest com a banda "Made in Macedónia", e ganhou dois prêmios.

## Morte
Vlatko faleceu na noite de 6 de julho de 2018. O corpo foi encontrado em seu automóvel na rua. As causas de sua morte ainda são desconhecidas.